# Anja Kampe

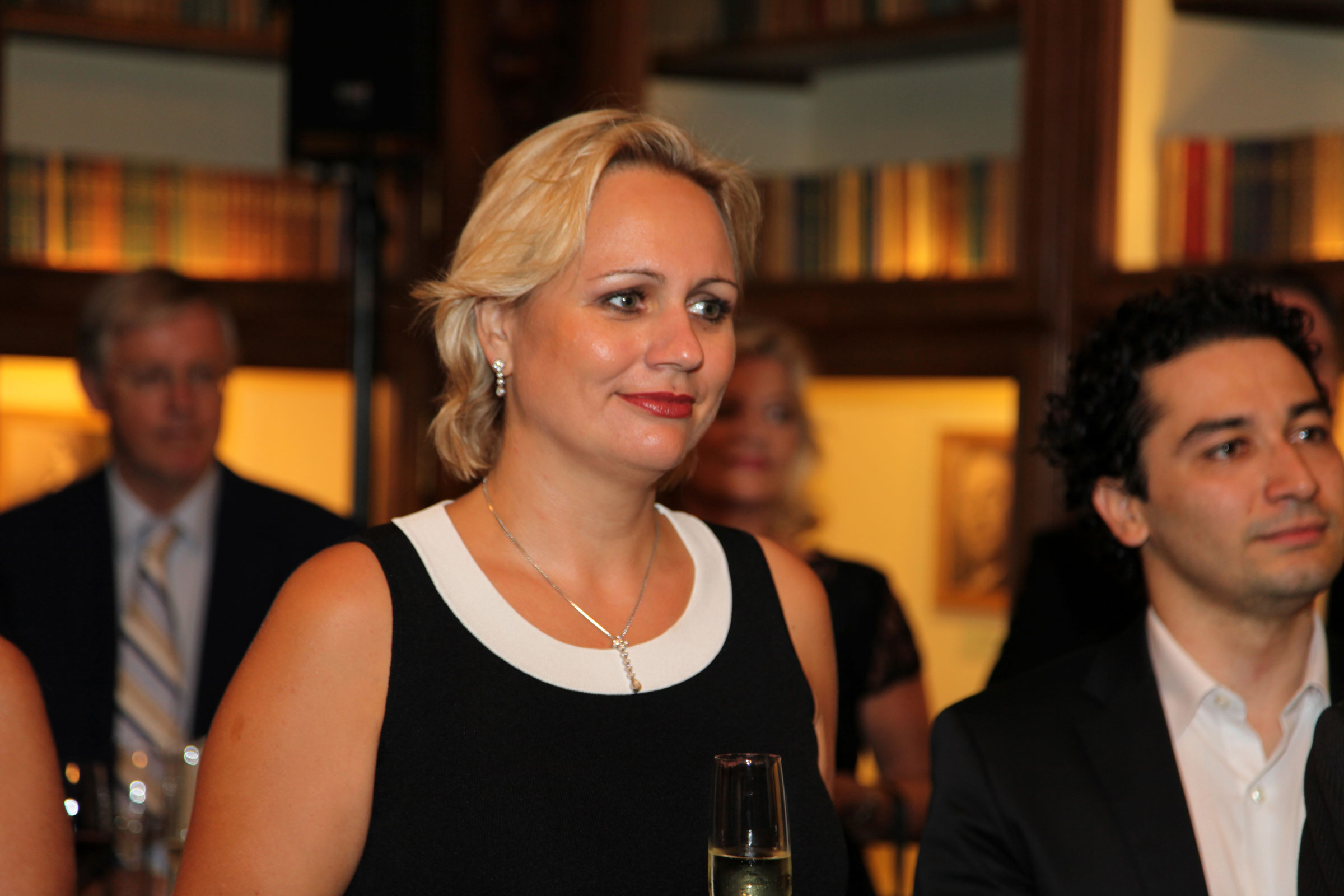
Anja Kampe en usik-Festival Grafenegg

Anja Kampe (n. Zella-Mehlis, Turingia, Alemania, 1968) es una soprano alemana lírico-dramática especializada en las óperas de Richard Wagner.
Comenzó sus estudios en Dresde, trasladándose después a Turín, donde recibió clases de Elio Battaglia. Debutó en 1991 con la ópera de Humperdinck Hänsel und Gretel.
Ganadora del concurso Operalia de Plácido Domingo, comenzó su carrera con roles de soprano lírica del repertorio alemán, para después, y de la mano de su mentor, pasar a roles dramáticos wagnerianos, como Sieglinde en La Valquiria en 2003 en la Ópera Nacional de Washington. En 2004 debutó como Jenufa, un año más tarde como Elsa en Lohengrin, en 2010 Elisabeth de Tannhäuser y, un año más tarde, Isolda en el Festival de Glyndebourne y Kundry en el Gran Teatro del Liceo de Barcelona. Su creación de Senta en El holandés errrante, ha sido especialmente destacada.
Otros papeles fuera del repertorio wagneriano incluyen Leonora en Fidelio de Beethoven y Ariadna en Ariadna en Naxos de Richard Strauss.
Canta habitualmente en los más prestigiosos teatros de ópera, como la Ópera Estatal de Baviera (Múnich), Staatsoper Unter den Linden (Berlín), Wiener Staatsoper, Teatro alla Scala (Milán), Ópera de París, Covent Garden (Londres), Ópera de Zúrich o Teatro de la Monnaie (Bruselas).
Debutó en el Festival de Bayreuth en 2002, en El Anillo del Nibelungo dirigido por Adam Fischer, cantando los papeles secundarios de Freia y Gerhilde. Como cantante consumada, regresó en 2013 para el Anillo del bicentenario del nacimiento de Richard Wagner, dirigido por Kirill Petrenko, encarnando a Sieglinde, regresando en las ediciones de 2014 y 2015. Ese año debía cantar también el papel protagonista de Tristán e Isolda en la nueva producción de Katharina Wagner dirigida por Christian Thielemann, pero desistió por desavenencias con el director, siendo sustituida por Evelyn Herlitzius y, al año siguiente, por Petra Lang. En 2018 regresó al Festival para volver a encarnar a Sieglinde.
- Datos: Q551151
- Multimedia: Anja Kampe / Q551151